# NGC 4841B
NGC 4841B is een elliptisch sterrenstelsel in het sterrenbeeld Hoofdhaar. Het hemelobject werd op 11 april 1785 ontdekt door de Duits-Britse astronoom William Herschel.

## Synoniemen
- NGC 4841-2
- DRCG 27-239
- UGC 8073
- ZWG 160.44
- MCG 5-31-27
- KCPG 361B
- PGC 44329